# Barnham Broom
Barnham Broom – wieś w Anglii, w hrabstwie Norfolk, w dystrykcie South Norfolk. Leży 16 km na zachód od Norwich i 149 km na północny wschód od Londynu.
Miejscowość liczy 552 mieszkańców.